# Cantón de Maël-Carhaix
El cantón de Maël-Carhaix era una división administrativa francesa, que estaba situada en el departamento de Costas de Armor y la región de Bretaña.

## Composición
El cantón estaba formado por ocho comunas:
- Le Moustoir
- Locarn
- Maël-Carhaix
- Paule
- Plévin
- Trébrivan
- Treffrin
- Tréogan

## Supresión del cantón de Maël-Carhaix
En aplicación del Decreto nº 2014-150 de 13 de febrero de 2014, el cantón de Maël-Carhaix fue suprimido el 22 de marzo de 2015 y sus 8 comunas pasaron a formar parte del nuevo cantón de Rostrenen.